# 朱倫
朱倫（1422年—？），字迪彝，直隸松江府華亭縣人，民籍，明朝政治人物。

## 生平
正統十二年（1447年）丁卯科應天鄉試第四十四名舉人，景泰五年（1454年）中式甲戌科會試第一百八十五名，二甲第三十五名進士。

## 家族
曾祖朱素，推官；祖父朱佑之，贈工部郎中；父朱信，工部郎中。兄朱迪哲孫朱昴。